# Discographie de Rigoletto

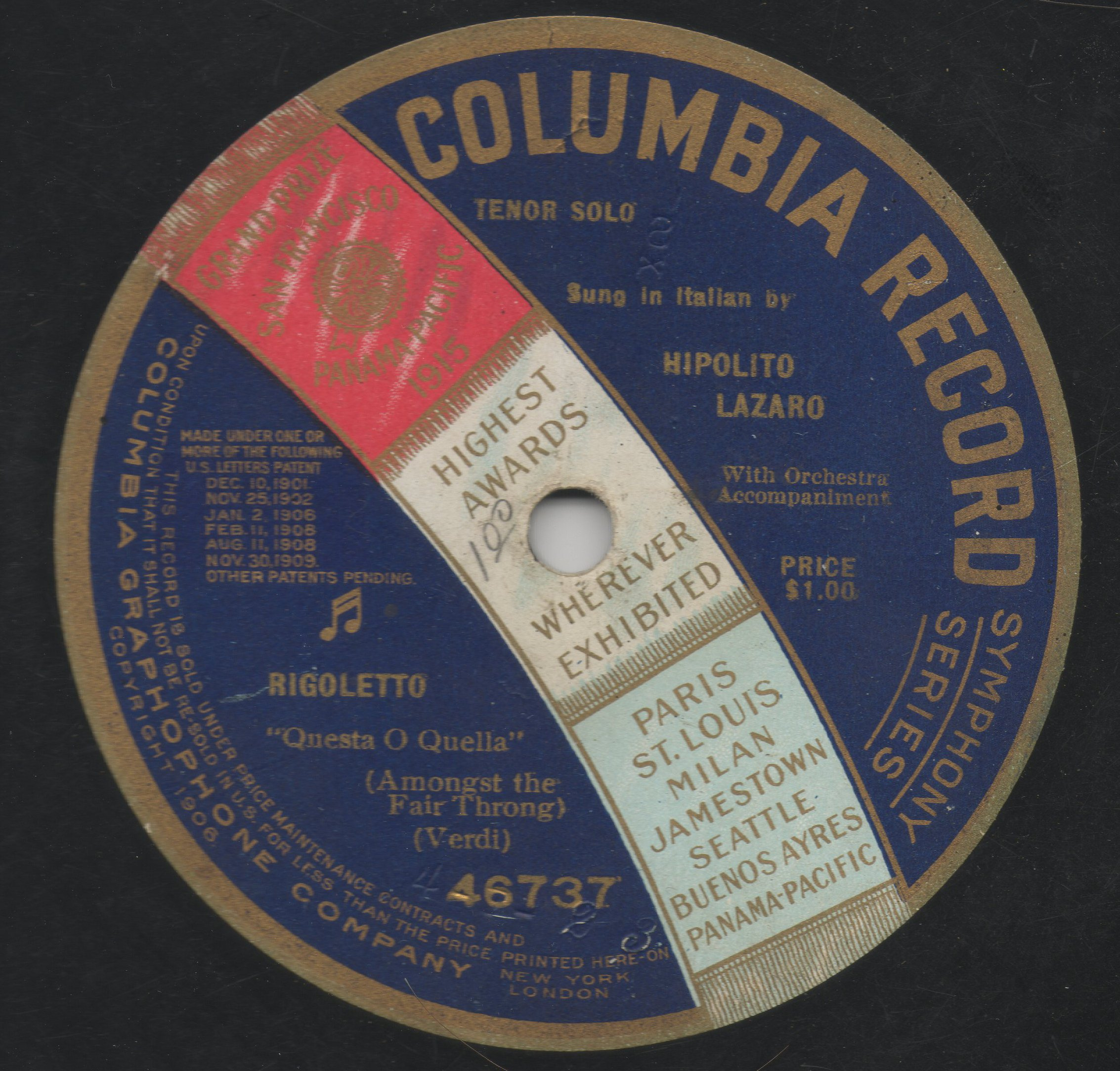
Enregistrement de Questa O Quella chanté par Hipolito Lazaro en 1916.

La discographie de Rigoletto, recense les enregistrements de l'opéra de Giuseppe Verdi sur un livret italien de Francesco Maria Piave tiré de la pièce Le roi s'amuse de Victor Hugo. La première de cet opéra fut donnée à La Fenice de Venise le 11 mars 1851.

## Liste des enregistrements
| \| \| \| \| \| \| \| \| \| \| \| \| \| \| \| Année | Distribution: (Rigoletto, Le duc de Mantoue, Gilda, Sparafucile, Maddalena)                  | Chef d'orchestre, Opéra et orchestre                                                                                       | Label                                                               |
| -------------------------------------------------- | -------------------------------------------------------------------------------------------- | --- | ------------------------------------------------------------------- |
| 1917                                               | Giuseppe Danise, Carlo Broccardi, Ayres Borghi-Zerni, Vincenzo Bettoni, Olga Simzis          | Carlo Sabajno Orchestre et chœur de La Scala, Milan                                                                        | Audio LP: His Master's Voice                                        |
| 1927-28                                            | Luigi Piazza, Tino Folgar, Lina Pagliughi, Salvatore Baccaloni, Linda Brambilla              | Carlo Sabajno Orchestre et chœur de La Scala, Milan                                                                        | Audio CD: Radiex Cat: RXC1113-14                                    |
| 1935                                               | Lawrence Tibbett, Frederick Jagel and Jan Kiepura, Lily Pons, Virgilio Lazzari, Helen Olheim | Ettore Panizza Orchestre et chœur du Metropolitan Opera, New York                                                          | Audio CD: Naxos Historical Cat: 8.110020-1                          |
| 1950                                               | Leonard Warren, Jan Peerce, Erna Berger, Italo Tajo, Nan Merriman                            | Renato Cellini RCA Victor Orchestra et The Robert Shaw Chorale                                                             | Audio CD: RCA Red Seal Cat: 88883729002                             |
| 1954                                               | Giuseppe Taddei, Ferruccio Tagliavini, Lina Pagliughi, Giulio Neri, Irma Colasanti           | Angelo Questa Orchestre et chœur de la Sinfonica della Rai Torino Orchestra                                                | Audio CD: Warner-Fonit Cat: 8573 82647-2                            |
| 1955                                               | Tito Gobbi, Giuseppe di Stefano, Maria Callas, Nicola Zaccaria, Adriana Lazzarini            | Tullio Serafin, Orchestre et chœur de La Scala                                                                             | Audio CD: EMI Classics Cat: 747469                                  |
| 1956                                               | Robert Merrill, Jussi Björling, Roberta Peters, Giorgio Tozzi                                | Jonel Perlea, Orchestre et chœur de l'opéra de Rome                                                                        | Audio CD: RCA Victor Cat:60172                                      |
| 1960                                               | Ettore Bastianini, Alfredo Kraus, Renata Scotto, Ivo Vinco, Fiorenza Cossotto                | Gianandrea Gavazzeni, Orchestre et chœur du Maggio Musicale Fiorentino                                                     | Audio CD: BMG Classics-Ricordi 74321 68779 2                        |
| 1961                                               | Cornell MacNeil, Renato Cioni, Joan Sutherland, Cesare Siepi, Stefania Malagu                | Nino Sanzogno, Orchestre et chœur de l'Accademia di Santa Cecilia, Rome                                                    | Audio CD: Decca Cat: 443 853-2                                      |
| 1963                                               | Robert Merrill, Alfredo Kraus, Anna Moffo, Ezio Flagello, Rosalind Elias                     | Georg Solti, Orchestre et chœur de la RCA Italiana Opera                                                                   | Audio CD: RCA Victor Cat: 70785                                     |
| 1964                                               | Dietrich Fischer-Dieskau, Carlo Bergonzi, Renata Scotto, Ivo Vinco, Fiorenza Cossotto        | Rafael Kubelik, Orchestre et chœur de La Scala                                                                             | Audio CD: Deutsche Grammophon Cat: 477 5608                         |
| 1966                                               | Kostas Paskalis Luciano Pavarotti Renata Scotto Paolo Washington Bianca Bortoluzzi           | Carlo Maria Giulini Orchestre et chœur du "Teatro dell'Opera a Roma" Enregistrement réalisé en représentation              | Audio CD : POINT PRODUCTIONS Cat : 2620132                          |
| 1967                                               | Cornell MacNeil, Nicolai Gedda, Reri Grist, Agostino Ferrin, Anna di Stasio                  | Francesco Molinari-Pradelli, Orchestre et chœur de l'opéra de Rome                                                         | Audio CD: EMI Classics Cat: 3932822                                 |
| 1971                                               | Sherrill Milnes, Luciano Pavarotti, Joan Sutherland, Martti Talvela, Huguette Tourangeau     | Richard Bonynge, London Symphony Orchestra et Ambrosian Opera Chorus                                                       | Audio CD: Decca Cat: 414-269-2                                      |
| 1977                                               | Rolando Panerai, Franco Bonisolli, Margherita Rinaldi, Bengt Rundgren, Viorica Cortez        | Francesco Molinari-Pradelli, Orchestre et chœur de l'opéra de Dresde                                                       | Audio CD: Arts Music Cat: 43073; DVD: Encore Cat: 2022              |
| 1977                                               | Cornell MacNeil, Plácido Domingo, Ileana Cotrubas, Justino Díaz, Isola Jones                 | James Levine, Orchestre et chœur du Metropolitan Opera (mise en scène de John Dexter)                                      | DVD: Deutsche Grammophon Cat: 00440 073 0930                        |
| 1978                                               | Sherrill Milnes, Alfredo Kraus, Beverly Sills, Samuel Ramey, Mignon Dunn                     | Julius Rudel, Philharmonia Orchestra et the Ambrosian Chorus                                                               | Audio CD: EMI Classics Cat: CMS 5 66037-2                           |
| 1979                                               | Piero Cappuccilli, Plácido Domingo, Ileana Cotrubas, Nicolai Ghiaurov, Elena Obraztsova      | Carlo Maria Giulini, Orchestre philharmonique de Vienne et chœur de l'opéra national de Vienne                             | Audio CD: Deutsche Grammophon Cat: 457 753-2                        |
| 1982                                               | Ingvar Wixell, Luciano Pavarotti, Edita Gruberova, Ferruccio Furlanetto, Victoria Vergara    | Riccardo Chailly, Orchestre philharmonique de Vienne et chœur de l'opéra national de Vienne (film de Jean-Pierre Ponnelle) | DVD: Deutsche Grammophon Cat: 00440 073 4166 DVD: Decca Cat: 071401 |
| 1984                                               | Renato Bruson, Neil Shicoff, Edita Gruberova, Robert Lloyd, Brigitte Fassbaender             | Giuseppe Sinopoli, Orchestre et chœur de l'Accademia di Santa Cecilia, Rome                                                | Audio CD: Philips Classics Cat: 462 158-2                           |
| 1985                                               | Bernd Weikl, Giacomo Aragall, Lucia Popp, Jan-Hendrik Rootering, Klara ThIchcs               | Lamberto Gardelli, Orchestre et chœur de l'orchestre de la radio bavaroise                                                 | Audio CD: Eurodisc                                                  |
| 1988                                               | Giorgio Zancanaro, Vincenzo La Scola, Daniela Dessi, Paata Burchuladze, Martha Senn          | Riccardo Muti, Orchestre et chœur de La Scala                                                                              | Audio CD: EMI Classics Cat: 7 49605-2                               |
| 1989                                               | Leo Nucci, Luciano Pavarotti, June Anderson, Nicolai Ghiaurov, Shirley Verrett               | Riccardo Chailly, Orchestre et chœur du Teatro Communale Bologna                                                           | Audio CD: Decca Cat: 425 864-2                                      |
| 1993                                               | Vladimir Chernov, Luciano Pavarotti, Cheryl Studer, Roberto Scandiuzzi, Denyce Graves        | James Levine, Orchestre et chœur du Metropolitan Opera                                                                     | Audio CD: Deutsche Grammophon Cat: 447 064-2                        |
| 2002                                               | Paolo Gavanelli, Marcelo Alvarez, Christine Schäfer, Eric Halfvarson, Graciela Araya         | Edward Downes, Orchestre et chœur du Royal Opera House Covent Garden (Mise en scène: David McVicar)                        | DVD: Opus Arte Cat: OA0829D                                         |
|                                                    |                                                                                              | |                                                                     |
|                                                    |                                                                                              | |                                                                     |
|                                                    |                                                                                              | |                                                                     |
|                                                    |                                                                                              | |                                                                     |